# 평성시
평성시(平城市)는 평안남도의 하위 행정 구역 소도시이고, 도청소재지이기도 하다. 1968년 2월 1일에 조선민주주의인민공화국의 수도 평양특별시에서 원래 평양 소재 소속 '인민위원회'를 옮긴 도시이기도 한데, 평남 평양시에서는 28km 떨어진 인근에 위치해 있다.
평성(平城)이라는 시의 이름은 '평양을 지키는 성새'라는 뜻이다.

## 역사
광복 당시에 해당 지역은 평안남도 순천군의 사인면과 후탄면에 속해 있었다. 1965년 평양시 룡성구역의 하리·하차리 일부, 순천군의 사인리·봉학리·덕산리, 순안군의 상차리를 분리 및 통합하여 평성구를 신설하였다. 1967년에 순천군 월포리, 삼룡리, 후탄리, 청옥리와 강동군 하단리, 한왕리를 편입했으며 사인동을 평성동, 옥천동, 두무동으로 개편했다.
1969년에 평성구를 평성시로 개편했으며, 1972년에는 순안군이 평양시 순안구역으로 개편하면서 순안군 률화리와 어중리가 편입되었고, 1974년에는 화포리, 자산리, 백송리, 고천리, 운흥리가 편입되었다. 1995년에는 평성시 덕산동,배산동, 지경동(일부는 하차동에 넘어감), 송령동 일부가 평양시 은정구역으로 편입 및 신설되었다. 1999년에는 경신리가 평양시 강동군에 편입되었다.

## 지리
평양에서 북쪽으로 30km 떨어져 있다. 주변에는 산들이 위치해 있다.

## 경제
평성시의 경제는 공업과 농업이 중심을 이룬다. 주요 공장으로는 평성편직공장, 평성고무줄공장, 평성합성가죽공장, 모란봉시계공장, 평성식료품공장, 평성제약공장 등이 있으며, 이들 공장에서 일용품을 비롯한 고무줄, 가죽, 시계, 목재, 방직 및 피복, 식료, 의약이 생산된다. 농경지는 전체 면적의 28%이다. 그중 논이 24%, 밭이 64%, 과수원이 12%이다.

## 행정구역
평성동(平城洞), 역전동(驛前洞), 구월동(九月洞), 보덕동(保德洞), 삼화동(三花洞), 송령동(松嶺洞), 상차동(上次洞), 하차동(下次洞), 문화동(文化洞), 오리동(五里洞), 두무동(杜茂洞), 은덕동(恩德洞), 덕성동(德性洞), 옥전동(玉田洞), 양지동(陽地洞), 주례동(周禮洞), 중덕동(中德洞), 봉학동(鳳鶴洞), 학수동(鶴水洞), 랭천동(冷泉洞), 월포리(月浦里), 삼룡리(三龍里), 후탄리(厚灘里), 청옥리(靑玉里), 하단리(下端里), 어중리(御重里), 률화리(栗花里), 자산리(慈山里), 자모리(慈母里), 운흥리(雲興里), 고천리(古泉里), 백송리(栢松里), 화포리(和浦里), 후탄리(厚灘里)(20동 14리)로 구성되어 있다.

## 자매결연도시
- 페르니크 (불가리아)

## 교육 기관

### 대학
- 리과대학
- 평성대학
- 평성경공업대학
- 평성체육대학

## 교통
평양에 가까우며 여러 도로로 연결되어 있다. 평양에서 평라선이 통과하는 지점에 위치해 있다. 철도역은 평성역(평성시 역전동에 위치)이 있다.

## 관광지
- 평성산양목장
- 안국사：고구려때 지어진 사찰이다.

## 같이 보기
- 3월 16일 공장

## 참고 자료
- Dormels, Rainer. North Korea's Cities: Industrial facilities, internal structures and typification. Jimoondang, 2014. ISBN 978-89-6297-167-5